# Auguste Fix
Pour les articles homonymes, voir Fix.
 (février 2010).
Si vous disposez d'ouvrages ou d'articles de référence ou si vous connaissez des sites web de qualité traitant du thème abordé ici, merci de compléter l'article en donnant les références utiles à sa vérifiabilité et en les liant à la section « Notes et références ».
Pas d'image ? Cliquez ici
Auguste Fix (né le 19 novembre 1925 à Paris, mort le 11 février 2000 à Cessenon-sur-Orb) est un alpiniste parisien. Il faisait partie, après-guerre, des meilleurs grimpeurs de la forêt de Fontainebleau, autour du « maître » Pierre Allain : René Ferlet, Guido Magnone, Jean Couzy, etc.

## Biographie
En 1948, il accomplit avec Pierre Allain, la 1re ascension de la face Ouest de l’aiguille de Blaitière, qui fut alors considérée comme la voie rocheuse la plus difficile du massif du Mont-Blanc. Elle s'écroula quelques années plus tard, laissant apparaître ce qui devint la fissure Brown, d'un cran inférieur.
Au Saussois, il a ouvert un toit en escalade artificielle, le Toit du Fix, aujourd'hui coté 7b (cotation française) en escalade libre.
Sa carrière prometteuse (il avait fait avec Couzy, l'une des premières sans bivouac de la face Nord des Drus) fut stoppée dès 1949 : alors qu’il tentait la 1re de la face Ouest de la pointe de Chamonix (ouverte plus tard par Robert Paragot et Lucien Bérardini) une chute de pierres lui broya une main, un doigt dut être amputé et les articulations furent légèrement lésées[réf. nécessaire].
Il dut se limiter dès lors à une pratique plus modérée et se reconvertit dans la sculpture sur métaux, réalisant notamment de surprenantes fontaines monumentales. Il utilisa également beaucoup l'inox.